# Ciências puras
As ciências puras ou ciências fundamentais são a parte da ciência que descreve os mais básicos objetos, forças e relações entre eles e as leis que os governam, como por exemplo que todos os outros fenômenos podem ser em princípio derivados desses, seguindo a lógica do reducionismo científico. As ciências puras, em contraste com as ciências aplicadas, são caracterizadas pelo conhecimento básico que desenvolvem. A ciência básica é o coração de todas as descobertas, e o progresso é feito em experimentos bem controlados. A ciência pura é dependente de deduções a partir de verdades demonstradas, ou estudos sem preocupação com aplicações práticas.